# Тропосфера
Тропосфе́ра (др.-греч. τρόπος «поворот, изменение» + σφαῖρα «шар») — нижний, наиболее изученный слой атмосферы высотой в полярных областях 8—10 км, в умеренных широтах до 10—12 км, на экваторе — 16—18 км.
Благодаря своим свойствам, приповерхностные слои тропосферы высотой до нескольких десятков метров являются основной средой обитания многих живых организмов: растений, животных и человека.
Термин «тропосфера», как обозначение нижней части земной атмосферы, возник в 1908 году благодаря французскому метеорологу Леону Тейсерену де Бору.

## Составляющие элементы
Слой тропосферы, непосредственно прилегающий к земной поверхности, называется пограничным слоем атмосферы. Его толщина варьируется от нескольких сотен метров до двух-трёх километров. Эта часть тропосферы находится под постоянным воздействием условий текущего состояния земной поверхности. Над пограничным слоем атмосферы расположена так называемая свободная атмосфера, на которую термическое и аэродинамическое влияние подстилающего ландшафта обычно пренебрежимо мало. Однако, в экваториальных районах влияние земной поверхности может простираться на всю толщу тропосферы.
Часть тропосферы, в пределах которой на земной поверхности возможно зарождение ледников, называется хионосфера.

## Свойства тропосферы
Тропосфера неоднородна в вертикальном направлении вдоль земной поверхности. Её электрические параметры меняются при изменении метеорологических условий. В тропосфере происходит рефракция радиоволн, поэтому распространение земных радиоволн зависит от состояния тропосферы. Тропосфера обуславливает распространение тропосферных радиоволн, которое связано с рассеянием и отражением радиоволн от неоднородностей тропосферы.
Средняя по планете температура в нижних слоях тропосферы (на поверхности Земли) составляет примерно 15 °C, а в верхней части тропосферы она снижается до −63 °C. При подъёме в тропосфере на 100 метров давление воздуха падает примерно на 10 миллибар, а температура понижается в среднем на 0,65 °C. Верхний слой тропосферы, в котором снижение температуры с высотой прекращается, называют тропопаузой.
В тропосфере сосредоточено более 80 % всей массы всех атмосферных газов, включая практически весь атмосферный водяной пар и большую часть атмосферных примесей. В тропосфере сильно развиты турбулентность и конвекция, возникают облака, формируются и атмосферные фронты, благодаря так называемой бароклинной неустойчивости развиваются циклоны и антициклоны, а также другие процессы, определяющие погоду и климат.
Происходящие в тропосфере процессы обусловлены, прежде всего, конвекцией.
В тропосфере часто встречаются так называемые температурные инверсии, которые могут наблюдаться как в приземном слое, так и в свободной атмосфере.
Следующий, расположенный выше тропосферы, слой атмосферы называется стратосфера.